# Vassili Lanovoï
Vassili Semenovitch Lanovoï (en russe : Васи́лий Семёнович Ланово́й), né à Moscou le 16 janvier 1934 et mort le 28 janvier 2021, est un acteur de théâtre et cinéma soviétique, distingué Artiste du peuple de l'URSS en 1985. Membre du parti communiste de l'Union soviétique en 1968.

## Biographie
Lanovoï commence les études à la Faculté de journalisme de l'université de Moscou en 1951, mais six mois plus tard abandonne pour passer le concours d'entrée de l'École d'art dramatique Boris Chtchoukine. En 1954, alors qu'il est encore étudiant, Lanovoï obtient le premier rôle dans le film Attestat zrelosti de Tatiana Loukachevitch, puis, se fait remarquer en incarnant le héros principal du film Pavel Kortchaguine dans l'adaptation du roman de Nikolaï Ostrovski Et l'Acier fut trempé... d'Alexandre Alov et Vladimir Naoumov en 1956. Il est diplômé en 1957 et devient acteur du Théâtre Vakhtangov.
Depuis 1985, il enseigne l'expression scénique à l'Institut d'art dramatique Boris Chtchoukine.
Depuis 1995, Lanovoï préside la fondation Armée et culture, qui organise spectacles et concerts pour les militaires ainsi que les actions orientées sur l'éducation d'esprit patriotique de la jeunesse.
L'artiste est auteur de deux livres autobiographiques, Les rencontres heureuses (Счастливые встречи) paru en 1983, et Les jours se suivent (Летят за днями дни) paru en 2004.
En 2013, le réalisateur Sergueï Kojevnikov lui consacre le film Vassili Lanovoï: Mes honneurs ! (Василий Лановой. "Честь имею!").

## Vie privée
Première épouse: Tatiana Samoïlova de 1955 à 1958.
Depuis 1972, Vassili Lanovoï est marié avec l'actrice Irina Kouptchenko. Ensemble, ils ont deux fils : Alexandre Lanovoï, né en 1973, diplômé de la faculté d'histoire de l'Université d'État de Moscou, et Sergueï Lanovoï (1976-2013), diplômé de la faculté économique de l'Université d'État de Moscou.
Il meurt le 28 janvier 2021 des complications du coronavirus. Il est inhumé au cimetière de Novodevitchi.

## Filmographie partielle
- 1956 : Pavel Kortchaguine (Павел Корчагин) d'Alexandre Alov et Vladimir Naoumov : Pavel
- 1961 : Les Voiles écarlates (Алые паруса) d'Alexandre Ptouchko
- 1965 : Je vais au-devant de l'orage (Иду на грозу, Idu na grozu) de Sergueï Mikaelian : Oleg Touline
- 1966-1967 : Guerre et Paix (Война и мир) de Serge Bondartchouk
- 1967 : Anna Karénine (Анна Каренина) d'Alexandre Zarkhi
- 1968 : Six juillet (Шестое июля) de Youli Karassik : Félix Dzerjinski
- 1968 : Solaris (Солярис) de Boris Nirenburg
- 1970 : Lioubov Yarovaia (Любовь Яровая) de Vladimir Fetine
- 1971 : Les Officiers (Офицеры) de Vladimir Rogovoï
- 1973 : Dix-sept Moments de printemps (Семнадцать мгновений весны) de Tatiana Lioznova (série télévisée en douze épisodes)
- 1976 : Les Jours des Tourbine (Дни турбиных) de Vladimir Basov
- 1980 : 38, rue Petrovka (Петровка, 38) de Boris Grigoriev : Vladislav Kostenko
- 1981 : 6, rue Ogariova (Огарёва, 6) de Boris Grigoriev : Vladislav Kostenko
- 1992 : Le Carré noir (Чёрный квадрат, Chyorny kvadrat) de Youri Moroz : Vassili Kassarine, général du KGB
- 2013 : Les Trois Mousquetaires (Три мушкетёра) de Sergueï Jigounov : Richelieu

## Distinctions
- 1968 : Artiste émérite de la RSFS de Russie
- 1971 : Acteur de l'année par le magazine Sovetski ekran
- 1978 : Artiste du Peuple de la RSFS de Russie
- 1980 : Prix Lénine pour le film La Grande Patriotique
- 1985 : Artiste du peuple de l'Union soviétique
- 1994 : Ordre de l'Amitié des peuples
- 2001 : Ordre de l'Honneur
- 2004 : Ordre du Mérite pour la Patrie IVe grade
- 2008 : Ordre du Mérite pour la Patrie IIIe grade
- 2013 : Ordre d'Alexandre Nevski